# Коты (Руднянский район)
Коты — деревня в Руднянском районе Смоленской области России. Входит в состав Любавичского сельского поселения. Население — 1 житель (2007 год). Расположена в западной части области в 20 км к юго-западу от Рудни, в 11 км севернее автодороги М1 «Беларусь», на берегу реки Ольшанка. В 15 км юго-восточнее деревни расположена железнодорожная станция Красное на линии Москва — Минск.

## История
В годы Великой Отечественной войны деревня была оккупирована гитлеровскими войсками в июле 1941 года, освобождена в октябре 1943 года.